# TUT.BY
TUT.BY (произносится тут.бай) — белорусский информационно-сервисный интернет-портал, который принадлежал ООО «ТУТ БАЙ МЕДИА» и работал с 2000 по 2021 год.
По данным Gemius на апрель 2021 года, только по интернет-аудитории Белоруссии (Байнета) ресурс имел 3,303 млн уникальных посетителей и 62,58 % охвата в стране. Также по данным сервиса SimilarWeb, в апреле 2021 года y TUT.BY было зарегистрировано 82,62 млн визитов.
18 мая 2021 года портал был внесудебно заблокирован Министерством информации Белоруссии. 13 августа 2021 года суд Центрального района Минска признал ресурс экстремистским материалом, после чего за распространение любых его материалов граждане страны могут понести административную ответственность в виде штрафа или конфискации орудия правонарушения.
С 8 июля 2021 года часть бывшей команды TUT.ВY, находясь вне пределов Беларуси, продолжила свою работу в виде новой самостоятельной медиаплатформы — Zerkalo.io, которая выполняет роль частичной копии портала. При этом редакцией было подчёркнуто, что «Zerkalo.io закончит свое существование в тот день, когда TUT.ВY сможет легально возобновить свою полноценную работу в Беларуси со всем архивом публикаций».
По словам журналистов нового проекта, начиная с 16 февраля 2022 года, его аудитория в среднем достигла более двух миллионов уникальных пользователей в месяц, а с марта — трёх миллионов.
8 марта 2022 года Роскомнадзор внёс Zerkalo.io в список запрещённых сайтов. Само решение о блокировке Генпрокуратура РФ приняло 24 февраля, в первый день российского военного вторжения на Украину.
14 июня 2022 года «ТУТ БАЙ МЕДИА» была признана в Беларуси экстремистской организацией. Суд постановил ликвидировать общество и запретить использование символики и атрибутики издания.
В июне 2023 года Министерство внутренних дел Республики Беларусь объявило «Зеркало» экстремистским формированием.

## История
В начале марта 2000 года белорусский журналист в области компьютерной тематики Сергей Дмитриев написал на форуме газеты «Компьютерные вести» о том, что у него есть идея создания белорусского интернет-проекта, которую он подарит тому, кто возьмется её реализовать. На призыв откликнулся прочитавший этот форум руководитель частного предприятия «Надёжные программы» Юрий Зиссер. Со дня их личной встречи 15 марта 2000 года и начался TUT.BY. Имя для портала придумал Николай Романовский.
Идея Сергея Дмитриева заключалась в создании бесплатного почтового сервиса для белорусов, аналогичного Mail.Ru. В запуске проекта принимали участие Андрей Кононович и Кирилл Волошин (журналисты газеты «Компьютерные вести»), а также программист Данила Руденко, у которого был опыт разработки электронных почтовых сервисов и сайтов. После дискуссий идея трансформировалась в проект создания белорусского портала под руководством Зиссера, Волошина и Руденко. «Наша цель — стать белорусским Yahoo!» — заявил основатель TUT.BY Юрий Зиссер.
Разработка портала началась в июле 2000 года, а уже 5 октября 2000 года он открылся для посетителей. Первоначально новый ресурс включал бесплатную электронную почту, новости (включая архив и анонсы), погоду, курсы валют, цены на топливо и гостевую книгу. В конце 2000 года появились форумы, а также стали оказываться услуги платного хостинга и интернет-рекламы.
В 2001 начинает работу поисковый сервис по Байнету, появляется каталог сайтов и возможность публиковать бесплатные объявления. Также открывается сервис Работа TUT.BY.
В 2002 создан Центр электронного бизнеса TUT.BY, который занимается оказанием платных и бесплатных услуг для белорусских предприятий, организаций и учреждений (интернет-реклама, хостинг, регистрация доменов).
В 2004 открывается проект Афиша TUT.BY.
В 2005 запускается раздел Финансы TUT.BY, система электронных магазинов SHOP.TUT.BY. В мае зарегистрирован полумиллионный пользователь почтового сервиса.
В 2006 открывается раздел IT.TUT.BY. Осенью в санатории «Загорье» состоялась первая профильная международная конференция о развитии бизнеса в Сети «Деловой интернет», организованная командой портала.
В 2007 юрлицо портала «Надежные программы» официально приступает к регистрации доменов второго уровня в Байнете, став, таким образом, вторым после ООО «Открытый контакт» действующим регистратором доменов в зоне .BY. В июне запускается платформа Блоги TUT.BY. В декабре в эфир выходит Радио TUT.BY.
В 2008 в результате слияния с irr.by у портала появляется раздел частных объявлений — IRR.TUT.BY. Открывается социальная сеть «Я ТУТ».
В 2009 открывается проект Повод TUT.BY, а летом первых посетителей встречает строительный форум Ваш дом TUT.BY. При поддержке map.by открывается интерактивная онлайн-карта Минска. В рамках портала начинается развитие Second.by — сайта для размещения частных объявлений. В октябре у портала уже 2 млн пользователей. В декабре происходит переезд на почтовый сервис Google Apps. Общий объём информации, перенесенной с серверов TUT.BY на серверы Google, составляет 22 терабайта.
В 2010 на портале появляется тематический раздел Спорт TUT.BY. 21 мая — начинается сотрудничество с «Яндекс». TUT.BY становится единственным центром обслуживания партнёров компании по Беларуси. В июле свои двери распахнула художественная Галерея TUT.BY.
В 2011 появляется мобильное приложение Новости TUT.BY для Android. В открытом доступе появляется браузер «Хром TUT».
2012 — конференция «Деловой интернет» выходит в областные центры. В феврале ICANN одобряет запрос УП «Надежные программы» (hoster.by) на занятие позиции технического администратора зоны. BY. Смена технического администратора в Белорусии происходит впервые. В марте открывается проект Леди. TUT.BY, в мае — Авто TUT.BY. Появляется торговая площадка Купи TUT.BY.
2013 — проходит первая в Беларуси конференция о e-commerce — «eTrade», организованная Купи TUT.BY. В Google Play появляется приложение Финансы TUT.BY для мобильной платформы Android. В сентябре начинает работу сайт о недвижимости REALTY.TUT.BY. Новостное приложение TUT.BY публикуется в App Store.
В 2014 открывается отдельный сайт о белорусском бизнесе Probusiness.by. Происходит ребрендинг раздела IT.TUT.BY, который превращается в сайт о мужских интересах 42 TUT.BY.
В 2015 в мессенджере Viber появляется паблик-чат TUT.BY. Происходит смена поставщика услуг: «Яндекс» вместо Google. За приложением «Новости TUT.BY» закрепляются одни из топовых позиций на всех мобильных платформах. Один из первых проектов портала — Форумы TUT.BY открывается под новым доменным именем talks.by и становится самостоятельной дискуссионной площадкой. 17 июня у портала появляется кириллическое зеркальное отражение ТУТ.БЕЛ. Каталог TUT.BY объявляет о ребрендинге и начинает свое развитие под брендом TAM.BY.
В августе 2016 года TUT.BY запустил некоммерческий новостной англоязычный проект о Беларуси на мировую аудиторию — «BelarusFeed».
В 2017 году TUT.BY совместно с 30 белорусскими компаниями подписал «Соглашение о взаимодействии социально ответственных компаний Белоруссии при реализации проектов корпоративной социальной ответственности». Документ был инициирован местным социальным фондом «Добра», который является офисом сети Глобального договора ООН в Беларуси.
В марте 2018 года TUT.BY впервые обогнал такие крупные площадки, как Яндекс, Mail.Ru и YouTube по размеру белорусской аудитории. 5 октября ресурс отметил 18-летие. В ноябре между фондом «Дирекция II Европейские игры 2019» и TUT.BY было заключено соглашение об информационном партнёрстве в рамках проекта Sport Ambassadors.
В январе 2019 года Министерство информации Белоруссии зарегистрировало TUT.BY в качестве сетевого издания. В феврале платформа YouTube прислала в офис TUT.BY «Серебряную кнопку» (награду, которую вручают авторам популярных каналов) в связи с тем, что видеоканал портала перешагнул рубеж в 100 тыс. подписчиков. В мае был зафиксирован абсолютный рекорд в истории портала: новости всех поддоменов TUT.BY собрали 178 млн просмотров (веб + apps, по данным «Яндекс. Метрика»).
25 сентября 2020 года стало известно, что по иску Министерства информации Беларуси порталу грозит лишение регистрации в качестве СМИ. 1 октября в поддержку своего искового заявления и за освещение порталом протестов в Белоруссии 2020 года Министерством информации была приостановлена регистрация TUT.BY в качестве СМИ на 3 месяца. 26 октября в совместном заявлении США и ещё более 50 стран и ЕС о ситуации с правами человека в Белоруссии было заявлено, что «недавние нападки на Tut.by, крупнейшее независимое СМИ Белоруссии, должны прекратиться». 3 декабря Экономический суд Минска удовлетворил исковые требования Министерства информации к ООО «ТУТ БАЙ МЕДИА» в полном объёме, вследствие чего TUT.BY лишился статуса СМИ. 19 января 2021 года Экономический суд Минска оставил в силе предыдущее решение о лишении сетевого издания TUT.BY статуса СМИ по обвинению в неоднократных нарушениях закона о СМИ.
19 ноября 2020 года в Минске была арестована журналистка портала Екатерина Борисевич, которая была автором статьи об убитом активисте Романе Бондаренко. 2 марта 2021 года на закрытом суде она была приговорена к шести месяцам лишения свободы и штрафу в 100 базовых величин. На свободу журналистка вышла 19 мая 2021 года, а уже в июле она стала лауреатом Международной премии за свободу прессы.
18 мая 2021 года портал TUT.BY был заблокирован Министерством информации Беларуси.
8 июля 2021 года часть журналистов TUT.BY, которая осталась на свободе, презентовала временный сайт Zerkalo.io. Согласно заявлению редакции, он прекратит своё существование, когда TUT.BY сможет легально возобновить свою работу в Беларуси со всем архивом публикаций. В тот же день доступ к сайту в Беларуси был заблокирован.

## Дело БелТА
7 августа 2018 года в редакции TUT.BY и информационного агентства БелаПАН прошли обыски, а на допрос в Следственный комитет Республики Беларусь доставили около 10 журналистов и редакторов (всего вместе с журналистами других издании и журналистами-фрилансерами было задержано 16 человек). У некоторых журналистов обыски проводились также дома, часть была задержана на трое суток. Поводом к возбуждению дела послужило сообщение информационного агентства «БелТА» о сбоях при доступе к платной подписке услуг, которые предоставлялись агентством одному из его заказчиков. 8 августа появились сообщения об обысках и задержаниях других журналистов, работающих в различных изданиях и несколько журналистов-фрилансеров. 9 августа 2018 сотрудники TUT.BY были освобождены. В редакции TUT.BY по «делу БелТА» подозреваемыми проходили восемь человек, статус «свидетель» — у троих.
Эту историю эксперты инициативы «Минский диалог» в выпуске мониторинга внешней политики и безопасности «Минский барометр» за июль — август назвали самым негативным за последнее время сюжетом во взаимоотношениях Белоруссии с Евросоюзом. События получили очень широкое освещение в мировых СМИ.
На 73-й сессии Генеральной ассамблеи ООН 24 октября 2018 года Миклош Харасти, спецдокладчик ООН по ситуации с правами человека в Белоруссии, привёл историю с задержанием журналистов как один из примеров нарушений прав человека в стране.
На заседании Комитета ООН по правам человека 9 октября 2018 года члены комитета обратились с вопросами к белорусской делегации, в том числе и по «делу БелТА». Представитель Следственного комитета Беларуси, главный редактор журнала «Предварительное расследование» Галина Суздалева заявила, что «дело БелТА» — «это банальное хакерство».
Расследование уголовного дела о несанкционированном доступе к информации, «дело БелТА», завершилось. Следствие по согласованию с прокурором удовлетворило ходатайства большинства обвиняемых о прекращении уголовного преследования с привлечением к административной ответственности. Единственной обвиняемой по делу остаётся главред TUT.BY Марина Золотова. 12 февраля 2019 года дело главного редактора Марины Золотовой начал рассматривать суд Заводского района Минска, процесс должен был вести судья Александр Петраш Главреда TUT.BY обвиняли по ч. 2 ст. 425 УК РБ (Бездействие должностного лица), санкция статьи — от штрафа до 5 лет лишения свободы.
В интервью для «Белорусской ассоциации журналистов» генеральный директор ООО «ТУТ БАЙ МЕДИА» Людмила Чекина отмечала: «Продолжающееся в настоящий момент уголовное дело против Марины Золотовой не имеет под собой никаких юридических оснований, это политически мотивированное дело против „неудобного“ неуступчивого главного редактора в чистом виде».
Основатель и совладелец TUT.BY Юрий Зиссер в январе 2019 года прокомментировал последствия дела: «Я считаю, что проиграли все. И государство прежде всего, ему нанесен огромный ущерб».
12 февраля 2019 года начался суд над главным редактором TUT.BY Мариной Золотовой. Уголовное дело рассматривал суд Заводского района Минска, но в здании суда Московского района Золотову приговорили к штрафу в 300 базовых величин (7650 белорусских рублей или 3570 долларов США).

## Блокировка 2021 года

### Ограничение доступа
18 мая 2021 года Министерство информации внесудебно ограничило доступ к интернет-ресурсам TUT.BY. На официальном сайте ведомства было опубликовано сообщение, что основанием для блокировки стали «многочисленные факты нарушений Закона о СМИ в части размещения запрещённой информации в ряде публикаций». В тот же день Комитет госконтроля возбудил уголовное дело против должностных лиц издания, подозревая их в «уклонении от уплаты налогов в особо крупном размере». По заявлению ведомства, ставшее в 2019 году резидентом Парка высоких технологий (ПВТ) ООО «ТУТ БАЙ МЕДИА» получало выручку, не обусловленную разрешённой деятельностью, что причинило государству ущерб в особо крупном размере.
Правоохранители провели обыски в офисах компании в Минске и регионах (Бресте, Гомеле, Витебске, Могилеве и Гродно), а также в квартирах некоторых её сотрудников. 15 работников TUT.BY, в том числе Золотова, были арестованы и помещены в следственный изолятор. Все офисы портала после обысков были опечатаны. 18 мая задержали и поместили под домашний арест вдову Юрия Зиссера Юлию Чернявскую, с ней пропала связь. Позже журналисты выяснили, что женщина была госпитализирована с гипертоническим кризом, в больнице её сопровождал сотрудник милиции, так как на Чернявскую наложен домашний арест. В последующие дни на допросы вызывали также некоторых других сотрудников «ТУТ БАЙ МЕДИА», у них изымали технику, а у некоторых проводили обыски. Нескольким десяткам работников портала в целях безопасности оперативно удалось выехать за границу (Украину, Литву, Польшу).
Команда Светланы Тихановской в свою очередь заявила, что потребует санкций со стороны ЕС против ответственных за направленные на портал «репрессии». Представительство Евросоюза в Беларуси прокомментировало действия правоохранителей, призвав «восстановить свободу СМИ» в стране. С аналогичным заявлением выступило и посольство США в Минске.
По состоянию на 21 мая у сотрудников портала отсутствовал доступ к собственным серверам, счета компании были заморожены, офисы опечатаны, функционируют только соцсети издания, которые редактируются сотрудниками, находящимися за границей.

### Ход дела
25 мая 2021 года 9 организаций (Правозащитный центр «Весна», Белорусская ассоциация журналистов, Белорусский Хельсинкский комитет, Белорусский ПЕН-центр и др.) выступили с совместным заявлением и признали 15 арестованных сотрудников портала TUT.BY политическими заключёнными.
26 мая официальные представители TUT.BY заявили о том, что по их делу появились новые сведения, которые опровергают обвинение в адрес интернет-ресурса, а именно: в архиве переписки одного из сотрудников портала найдено официальное письмо Администрации Парка высоких технологий, которое было направлено в адрес «ТУТ БАЙ МЕДИА» в момент его вхождения в ПВТ. Исходя из данного документа следует, что деятельность портала согласована администрацией ПВТ и не противоречит Декрету президента.
31 мая один из сооснователей и миноритарных акционеров TUT.BY Кирилл Волошин заявил в интервью Белорусской службе Радио «Свобода», что власти Беларуси поставили задачу «убить портал», а заодно «отжать и hoster.by». Также он сообщил, что в связи с текущими обстоятельствами руководство вынуждено уволить большинство сотрудников интернет-ресурса, которых на тот момент насчитывалось около 260 человек.
18 июня стало известно, что МВД Белоруссии 3 июня обратилось в суд города Минска с просьбой признать экстремистской всю информационную продукцию TUT.BY. В заявлении МВД говорится, что в ходе мониторинга интернета в феврале 2021 года на портале и в его соцсетях нашли «материалы, затрагивающие интересы Республики Беларусь», которые «наносят вред (ущерб) национальным интересам Республики Беларусь в политической, социальной, информационной сферах и, следовательно, национальной безопасности Республики Беларусь», а при анализе материалов «выявлены признаки экстремизма».
24 июня Кирилл Волошин в интервью телеканалу БелСат сообщил, что большая часть редакции уехала из Беларуси по соображениям безопасности, но продолжит заниматься журналистикой и запустит аналог TUT.BY. По словам самого Волошина, он эмигрировал из Минска в Литву ещё в сентябре 2020 года.
27 июня руководство интернет-сервиса сообщило о том, что оно удалило (либо скрыло из всеобщего доступа) публикации во всех соцсетях портала за 2020 и первую половину 2021 года, и что сделано это в целях безопасности читателей и работников издания на время разбирательства по делу об экстремизме в отношении ресурса. При этом было подчёркнуто, что «соцсети остаются под контролем команды TUT.ВY», которая находится за границей.
28 июня ООО «ТУТ БАЙ МЕДИА» направило в экономический суд Минска заявление о признании недействительным решения Наблюдательного совета Парка высоких технологий об утрате права на льготы в 2019—2021 годах. На момент отправки документа ООО «ТУТ БАЙ МЕДИА» сохраняло статус члена ПВТ. Заявление было принято Верховным судом Беларуси, подготовительное судебное заседание назначено на 7 июля 2021 года.
7 июля стало известно, что права на льготы в 2019—2021 годах резидента Парка высоких технологий ООО «ТУТ БАЙ МЕДИА» лишили по ходатайству Департамента финансовых расследований Комитета государственного контроля (КГК). Основанием послужило письмо от 17 мая 2021 года за подписью заместителя председателя КГК Игоря Маршалова в адрес директора ПВТ Всеволода Янчевского. В документе указывалось, что «в ходе изучения финансово-хозяйственной деятельности общества получены доказательства того, что с момента приобретения ООО „ТУТ БАЙ МЕДИА“ статуса резидента ПВТ в 2019 году по настоящее время формирование части выручки осуществлялось за счет использования программного обеспечения третьих лиц». В итоге Наблюдательный совет ПВТ принял решение об утрате льгот путём голосования (за — 8 голосов, 0 — против, 0 — воздержалось).
1 сентября 2021 года в компании Hoster.by сообщили, что на свободу вышел их генеральный директор Сергей Повалишев, один из 12-ти человек, ранее помещённых по «делу TUT.BY» в СИЗО. По словам адвоката, ему изменена мера пресечения. Адвокат также отмечает, что Повалишев все ещё находится под следствием. При этом по данному делу за решёткой продолжают находиться 11 человек, трое — под домашним арестом.
7 октября следственным комитетом Республики Беларусь в отношении должностных лиц и работников «ТУТ БАЙ МЕДИА» и иных лиц возбуждено уголовное дело по ч.3 ст.130 (разжигание расовой, национальной, религиозной либо иной социальной вражды или розни, совершенное группой лиц) Уголовного кодекса Беларуси. Санкции по данной статье УК Беларуси предусматривают до 12 лет лишения свободы.
13 января 2022 года стало известно, что Юлии Чернявской изменили меру пресечения и освободили из-под домашнего ареста. Однако она по-прежнему является обвиняемой по уголовному делу об уклонении от уплаты налогов в особо крупном размере.
20 января 2022 года Кирилл Волошин сообщил, что на основании принятого ещё в декабре 2021 года решения Наблюдательного совета компанию ООО «Тут Бай Медиа» исключили из Парка высоких технологий. По словам Волошина, юридический статус организации при этом не поменялся, и ООО «Тут Бай Медиа» — действующая компания.
11 марта 2022 года, спустя почти 10 месяцев за решёткой, после изменения меры пресечения из СИЗО № 1 Минска вышли бывшие заместитель главного бухгалтера «ТУТ БАЙ МЕДИА» Мария Новик, заместитель генерального директора по общим вопросам Ирина Рыбалко и главный бухгалтер Анжела Ассад. Все трое находятся под подпиской о неразглашении. Предъявленное ранее обвинение снято не было. На момент их выхода по «делу TUT.BY» за решёткой оставались девять человек.
17 марта 2022 года из СИЗО Минска были освобождены три фигуранта «дела TUT.BY»: бывший главный редактор политико-экономического блока новостей Ольга Лойко, бывший заместитель генерального директора по техническим вопросам Александр Дайнеко и менеджер Publisher Box Андрей Авдеев. Всем троим изменили меру пресечения, обвинения не сняты. После их выхода по «делу TUT.BY» за решёткой оставались пять человек.
25 апреля 2022 года в суде Московского района Минска огласили приговор первому обвиняемому, задержанному по «делу TUT.BY»: менеджера TAM.BY (входит в состав ООО «ТУТ БАЙ МЕДИА») и
директора RocketData Дарью Данилову, арестованную 18 мая 2021 года в рамках уголовного дела против портала TUT.BY за уклонение от уплаты налогов в особо крупном размере (ч. 2 ст. 243 Уголовного кодекса), признали виновной по ч.1 ст. 342 УК РБ («Организация и подготовка действий, грубо нарушающих общественный порядок, либо активное участие в них»), назначив 1 год и 4 месяца колонии общего режима. С учётом 11-месячного срока, проведённого в СИЗО, её отпустили прямо в зале суда.
13 мая 2022 года из СИЗО вышла бывший главный инженер TUT.BY Алла Лапатко — ей изменили меру пресечения, обвинения при этом не сняты. На момент её выхода по «делу TUT.BY» в заключении оставались трое человек: бывший генеральный директор TUT.BY Людмила Чекина, экс-главный редактор Марина Золотова и журналистка Елена Толкачёва.
14 июня 2022 года экономический суд Минска признал общество с ограниченной ответственностью «ТУТ БАЙ МЕДИА» экстремистской организацией. Деятельность компании на территории Республики Беларусь была запрещена, её постановлено ликвидировать, а использование символики и атрибутики «ТУТ БАЙ МЕДИА» — запретить. Также на имущество организации может быть наложен арест.
18 июля 2022 года из СИЗО была освобождена журналистка TUT.BY Елена Толкачёва. При этом осталось неясным, сняты ли с неё обвинения.
Суд над Людмилой Чекиной и Мариной Золотовой начался только 9 января 2023 года, обеим инкриминируют не только экономические преступления, но и политические — «разжигание вражды» (130 ч. 3) и «призывы к санкциям, иным действиям, направленным на причинение вреда национальной безопасности Республики Беларусь» (361 ч. 3).
17 марта 2023 года Городской суд Минска приговорил Золотову и Чекину к 12 годам лишения свободы в колонии общего режима за уклонение от уплаты налогов, разжигание вражды и призывам к действиям, направленным против нацбезопасности Беларуси.

### Запуск Zerkalo.io
8 июля 2021 года часть бывшей команды редакции и социальных сетей TUT.ВY объявила о запуске новой самостоятельной медиаплатформы — Zerkalo.io, которая, как и оригинальный интернет-ресурс, «продолжит публиковать самые важные новости общественно-политической жизни Беларуси», выполняя роль частичной копии портала TUT.BY с точки зрения количества новостей и охваченных тем. При этом редакцией, которая находится за границей, было подчёркнуто, что «Zerkalo.io закончит свое существование в тот день, когда TUT.ВY сможет легально возобновить свою полноценную работу в Беларуси со всем архивом публикаций». Через час после запуска ресурса появилась информация о том, что с территории Беларуси он недоступен.
13 августа суд Центрального района Минска рассмотрел исковое заявление от МВД Беларуси и признал информационную продукцию портала TUT.BY и его соцсетей, а также Zerkalo.io, экстремистскими материалами. 18 августа продукцию TUT.BY и Zerkalo.io внесли в белорусский Республиканский список экстремистских материалов. В соответствии с этим распространение любой продукции порталов, в том числе их логотипов, будет считаться административным правонарушением. Евросоюз со своей стороны выступил с осуждением репрессий в отношении независимых СМИ Беларуси.
По состоянию на 1 ноября 2021 года аудитория Zerkalo.io составила треть от числа бывшей аудитории Tut.by.
18 ноября 2021 в интервью телеканалу Белсат представительница редакции проекта Zerkalo.io Александра Пушкина сообщила: «Цифры говорят нам о том, что у нас вернулась практически вся аудитория Tut.by — мы приближаемся к 3 миллионам „уников“».
По словам сотрудников проекта, начиная с 16 февраля 2022 года, его аудитория в среднем достигла более двух миллионов уникальных пользователей в месяц, а с марта — трёх миллионов.
8 марта Роскомнадзор внёс Zerkalo.io в список запрещённых сайтов. Само решение о блокировке Генпрокуратура РФ приняло ещё 24 февраля, в первый день российского вторжения на Украину.
26 августа 2022 года Генеральная прокуратура Белоруссии возбудила уголовное дело по факту «распространения группой неустановленных лиц на интернет-ресурсе „Зеркало“ информации об отрицании геноцида белорусского народа» по ч. 1 ст. 130−2 УК. Санкция данной статьи предусматривает до пяти лет лишения свободы.
В июне 2023 года МВД Беларуси объявило «Зеркало», включая его сайт, социальные сети и логотип, экстремистским формированием. За создание экстремистского формирования или участие в нём белорусские законы предусматривают уголовную ответственность.

## Товарный знак и домен TUT.BY
Товарный знак TUT.BY признали общеизвестным в 2017 году, информация об этом содержится на сайте Национального центра интеллектуальной собственности. Владелец этого товарного знака — ООО «ТУТ БАЙ МЕДИА».
Доменное имя TUT.BY также зарегистрировано на ООО «ТУТ БАЙ МЕДИА».
28 июня 2021 года на фоне дела о экстремизме в отношении портала его совладелец и соучредитель Кирилл Волошин заявил в ответ на появившиеся слухи о передаче доменного имени «tut.by» третьим лицам, что ООО «ТУТ БАЙ МЕДИА» «интеллектуальную собственность не собиралась и не собирается отдавать, никаких сделок в отношении этого быть не может».

## Собственники и руководство
На 2021 год основным (мажоритарным) владельцем ООО «ТУТ БАЙ МЕДИА» и учредителем портала TUT.BY является проживающая в Израиле Евгения Чернявская, дочь Юрия Зиссера и Юлии Чернявской.
Миноритарными акционерами являются генеральный директор компании Людмила Чекина, главный редактор портала Марина Золотова, главный инженер Алла Лапатко, которые с 18 мая 2021 года задержаны и помещены в следственный изолятор Минска.
Среди миноритарных акционеров также значатся Ксения Иванова и соучредитель TUT.BY Кирилл Волошин, находящиеся вне пределов Беларуси.
24 июля 2021 года, комментируя роль собственников портала TUT.BY в работе нового медиа Zerkalo.io, Кирилл Волошин пояснил: «Надо понимать, что я и предыдущие акционеры по большому счёту к Zerkalo.io никакого отношения не имеют. Это по сути редакционная команда, которая решила продолжать работать дальше». Он также добавил, что акционеры TUT.BY добровольно отдали ей свои социальные сети, которые позже, 18 октября 2021 года, были переименованы на страницы с ключевым названием «Zerkalo.io».

## Награды
- 1-е место в номинации «Самый популярный и посещаемый интернет-портал в РБ» (Международный фестиваль-конкурс «ВЫБОР ГОДА — 2002»)[124].
- На белорусском интернет-форуме bynet’2003 TUT.BY становится «Проектом года».
- Лучший нероссийский сайт в СНГ в номинации «Информационный портал» по итогам интернет-конкурса Золотой сайт-2005[125].
- Потребительская номинация «Бренд-лидер» по результатам Национального опроса в товарной группе «Информационные интернет-порталы» (Профессиональный конкурс «Бренд года» в 2007—2010[126], 2012[127], 2013[128], 2014[129] и 2015[130] годах).
- 2009 — награду в номинации «Социальная ответственность бизнеса» получает проект портала «100 дорог».
- 2015 — «Социально ответственное СМИ» за регулярное освещение КСО-проектов белорусского бизнеса (премия в области корпоративной социальной ответственности, учрежденная Международным социально-экономическим фондом «Идея»[131].
- 2016 — 1-е место среди интернет-порталов в потребительской номинация на профессиональном республиканском конкурсе «Брэнд года»[132].
- TUT.BY признали общеизвестным товарным знаком[133].
- Афиша и Недвижимость стали победителями в номинации «Самые вовлекающие медиа». Леди и 42 — в номинации «Самые читаемые медиа» на международной премии «Медиатор» (от Mail.Ru Group). Раздел «Недвижимость» взял серебро[134].
- В 11-й раз TUT.BY победил в категории «Интернет-порталы» на конкурсе «Брэнд года-2017»[135].
- 42.TUT.BY среди победителей международной премии интернет-медиа «Медиатор»[136].
- Главный редактор TUT.BY Марина Золотова стала «Человеком года» по версии издания «Наша Ніва»[137].
- Основатели TUT.BY Юрий Зиссер и Кирилл Волошин в разны годы получали премии «Человек года в белорусском интернете» и «Ментор года».
- Раздел Новости TUT.BY (news.tut.by) вошёл в тройку лучших изданий в категории «Самые вовлекающие федеральные новостные СМИ» за 4 квартал 2018 года по версии сервиса редакционной аналитики «Медиатор» от Mail.Ru Group[138].
- В апреле 2019 года Марина Золотова, главный редактор TUT.BY, стала[139] лауреатом премии «бел. Гонар журналістыкі» имени Алеся Липая. Премию основали в память об основателе информационной компании БелаПАН Алесе Липае. Она вручается журналистам, которые совмещают профессиональные достижения с гражданским действием, способствуя развитию медийного рынка и становлению Беларуси как демократического государства.
- Уже в мае 2019 TUT.BY оказался на 1-м месте[140] в весеннем рейтинге «Media IQ», который посвящён соблюдению журналистских стандартов среди белорусских медиа. Его составлением занимается «Пресс-клуб Беларусь[тарашк.]» при поддержке АМР США и «pact».
- 2 декабря 2020 года портал получил Международную премию имени Павла Шеремета. Такое решение принял Руководящий комитет Форума гражданского общества Восточного партнёрства[141]. 8 декабря главный редактор TUT.BY Марина Золотова сообщила, что «награда посвящается Екатерине Борисевич и всем белорусским журналистам, которые пострадали от репрессий режима Лукашенко в 2020 году»[142].
- 12 августа 2021 года присуждена Премия имени Герда Буцериуса «Свободная пресса Восточной Европы»[143].
- 1 ноября 2021 года в городе Гамбург портал TUT.BY получил международную премию «Свободные медиа» 2021 (Free Media Awards)[144].
- 6 декабря 2021 года главный редактор TUT.ВY Марина Золотова, находящаяся под стражей с мая того же года, получила награду Reporter: innen-Preis 2021, которую ежегодно вручает Форум репортеров Германии. Сопредседательница правозащитной организации «Репортёры без границ» Катя Глогер при этом отметила: «Эта награда является знаком нашего глубокого уважения к работе выдающегося журналиста. Она вручается за неукротимое мужество Марины и убежденность в том, что независимая журналистская работа может изменить что-то к лучшему, за её вклад в демократию, которая невозможна без свободы прессы»[145].